# Henri Barbé
Henri Barbé (ur. 14 marca 1902 w Paryżu zm. 24 maja 1966 tamże) – francuski komunistyczny, a następnie faszystowski polityk, kolaborant.
Henri Barbé w wieku 15 lat dołączył do organizacji Młodzi Socjaliści. Po kongresie w Tours dołączył do PCF. W 1926 r. został sekretarzem organizacji Młodzi Komuniści, a w 1929 roku zastąpił Pierre Semarda na stanowisku sekretarza generalnego PCF, funkcję tę pełnił do 1931 roku. W 1934, wraz z Jacquesem Doriotem brał udział w zakładaniu Francuskiej Partii Ludowej. Podczas okupacji dołączył do RNP. W 1944 roku skazany na pracę przymusową, zwolniony w 1949. Współpracował później z antykomunistycznym pismem Est & Ouest. W 1959 przeszedł na katolicyzm i został ochrzczony.